# Николай Ангов
Николай Георгиев Ангов е български инженер и политик от „Продължаваме промяната“. Народен представител в XLVII народно събрание.

## Биография
Николай Ангов е роден на 4 юли 1989 г. в Пловдив, Народна република България. Завършва Техническия университет в София със специалност „Индустриално инженерство“. По време на професионалния си опит работи в Българска агенция за инвестиции (БАИ) към Министерството на икономиката и енергетиката. Преподава харвардските курсове, организирани от Асен Василев и Кирил Петков. Жени се за Венеция Нецова-Ангова, с която по-късно са народени представители от „Продължаваме промяната“.
На парламентарните избори през ноември 2021 г. като кандидат за народен представител е 7-и в листата на „Продължаваме промяната“ за 16 МИР Пловдив – град, не не е избран. На 22 декември 2021 г. става народен представител на мястото на проф. Христо Даскалов, който отхвърля депутатското си място.
През декември 2023 г. той напуска ръководството на „Продължаваме промяната“, като посочва четири причини за решението си в профила си във Фейсбук.